# Troy Dorsey
Troy Dorsey (Mansfield, Texas, 19 de noviembre de 1962) es un exdeportista estadounidense que se destacó en kickboxing y en boxeo, llegando a ser campeón mundial en ambas disciplinas.

## Trayectoria
Dorsey comenzó a practicar karate a los 11 años, como un modo de protegerse del acoso escolar. En 1979 consiguió su primer cinturón negro, y decidió dejar de competir en la disciplina para comenzar a practicar kickboxing en la modalidad full contact.
Luego de destacarse en el ámbito amateur, ingresó al circuito profesional de kickboxing a mediados de 1980. 
En 1985, representando a los Estados Unidos, ganó la medalla de oro en el Campeonato Mundial Amateur de la Asociación Mundial de Organizaciones de Kickboxing en la categoría peso pluma, tanto en la modalidad semi contact como en la modalidad full contact. Dos años después volvería a obtener la medalla de oro en el torneo mundialista de los peso pluma de la modalidad full contact, pero en la modalidad semi contact de la misma categoría se quedaría con la medalla de plata. 
En abril de 1989 obtuvo el título de Campeón Mundial de la Professional Kickboxing Organization en la categoría peso gallo y la modalidad full contact, venciendo al alemán Michael Kuhr en un combate en Suecia. Fue también campeón estadounidense en peso pluma del Karate International Council of Kickboxing y campeón mundial en peso superligero de la International Sport Karate Association.
Incursionando en el boxeo profesional desde 1985, en agosto de 1989 cobró notoriedad al derrotar a Harold Rhodes por el título de Campeón Peso Pluma de la North American Boxing Federation. Tras esa victoria desafió al mexicano Jorge Páez en Las Vegas, Nevada, en febrero de 1990. Con el título de Campeón Mundial de Peso Pluma de la Federación Internacional de Boxeo en disputa, la pelea terminó definida por el jurado a favor de su rival. Luego se produciría una revancha en el mismo lugar durante julio de 1990, la cual terminó con un empate.
De todos modos Dorsey se consagraría luego campeón mundial en la categoría peso pluma de la Federación Internacional de Boxeo tras vencer a Alfred Rangel en Las Vegas, Nevada, en junio de 1991, y campeón mundial en la categoría peso superpluma de la Organización Internacional de Boxeo tras vencer a Jimmi Bredahl en Vejle, Dinamarca, en octubre de 1996.
Se retiró del combate profesional en 1999. Su récord en kickboxing fue de 33 victorias (24 por nocaut) y 2 derrotas, mientras que en el boxeo su récord fue de 15 victorias (11 por nocaut), 11 derrotas y 4 empates. 